# The Real Feel
The Real Feel est le premier album solo du guitariste et chanteur américain Scott Kannberg alias Spiral Stairs, cofondateur du groupe de rock indie Pavement.

## Genèse
À la suite de problèmes personnels, Kannberg n'est pas très inspiré après le dernier album de Preston School of Industry. Pour cette raison, il décide de se rendre en Australie où des amis lui proposent de jouer un concert. Kannberg accepte et écrit 5 ou 6 chansons avec ces musiciens. Satisfait de l'expérience, il retourne à Seattle avec ces morceaux, à nouveau inspiré.

## L'album
Les chansons sont très différentes de celles composées avec Preston School of Industry, c'est pourquoi il décide de travailler de manière quelque peu différente. Il qualifie l'album comme étant un peu plus honnête et mature, avec un son un peu plus chaud, plus à son style. 
Contrairement aux albums de Preston School of Industry, qu'il a composé entièrement seul, il utilise une autre formule pour The Real Feel et laisse certains musiciens jouer leurs propres lignes de guitare et de basse, ce qui forme selon lui la base de l'album. Il a également passé beaucoup de temps sur les paroles, parlant de ses propres expériences, spécialement de son récent divorce. Il les écrit le soir, en vue d'être plus relaxé et d'écrire de manière plus honnête et ouverte. 
Il invite des membres de Preston School of Industry à jouer sur cet album. Le mixage a été réalisé par Jon Auer, qui a également aidé Kannberg à réaliser ses voix dans le sous-sol de ce dernier. 

## Inspiration
Il affirme avoir été inspiré par Bob Dylan, par le côté introspectif des albums qu'il a sorti à la fin de sa trentaine. Il s'est également inspiré de certains des premiers albums de Fleetwood Mac, spécialement par Then Play On ou encore Bare Trees. Il a également été influencé par Peter Green, Groundhogs et Richard Thompson. 

## Anecdote
L'idée du dernier morceau, sur lequel on peut entendre une femme réciter "Ladies and gentlemen... Spiral Stairs", vient de Kevin Drew, qui voulait d'abord utiliser la formule sur son propre album avant d'abandonner l'idée. 

## Liste des titres
1. True Love
2. Call The Ceasefire
3. Cold Change
4. Subiaco Shuffle
5. Wharf Hand Blues
6. Maltese T
7. A Mighty Mighty Fall
8. Stolen Pills
9. The Real Feel
10. Blood Money
11. Ladies and Gentlemen

## Musiciens
- Scott Kannberg (chant, guitare, piano, clavier)
- Michele Auer (chant)
- Jon Auer (chant, piano, mellotron, orgue, percussions)
- Craig Jackson (chant)
- Christopher Lee Heinrich (pédale steel, guitare, banjo, claviers)
- Ashod Simonian (guitare, synthétiseur)
- Ian Moore (guitare)
- Daryl Bradie (guitare, chant)
- Julian Wu (guitare)
- Drew Pearse (synthétiseur)
- Gavin Guss (piano)
- Matthew Zeek Harris (basse)
- Dan Tulen (percussions)
- Darius Minwalla (batterie, percussions)